# Rêves (album)
Albums de Grégory Lemarchal
La Voix d'un ange
(2007) Cinq ans
(2012)
Singles
1. Je rêve
Sortie : 16 novembre 2009

Rêves est le troisième album studio (et le second posthume) de Grégory Lemarchal, sortie le 16 novembre 2009 sur le label Mercury (Universal). L’album regroupe des titres inédits, des reprises interprétées par le chanteur lors de spectacles télévisés ainsi que plusieurs chansons issues de ses albums précédents.

## Contexte
Deux ans après le succès de La Voix d'un ange, ce disque rend hommage à l’artiste disparu en 2007. Il inclut notamment plusieurs enregistrements inédits, parmi lesquels Je rêve, Tu prends ou encore les reprises Mieux qu’ici-bas, Le lien, Zora sourit ou encore Quand on n’a que l’amour.  
Les bénéfices des ventes ont été reversés à l’Association Grégory Lemarchal afin de soutenir la recherche contre la mucoviscidose.

## Sortie et promotion
L’album est sorti le 16 novembre 2009 en France.  
Le premier et unique single extrait est la chanson Je rêve, accompagnée d’un clip tourné en Irlande mettant en lumière des personnes transplantées, en partenariat avec l’Association Grégory Lemarchal.  
Le titre a notamment figuré dans l’Ultratip en Belgique (Wallonie).

## Liste des titres
1. Tu prends (Inédit)
2. Je rêve (Inédit)
3. Écris l'histoire
4. Mieux qu'ici-bas (Inédit)
5. De temps en temps
6. Je suis en vie
7. SOS d'un terrien en détresse
8. Même Si (What You're Made Of) (feat. Lucie Silvas)
9. Entre nous
10. Le feu sur les planches
11. Restons amis
12. Je t'écris
13. À corps perdu
14. Zora sourit (Inédit)
15. Le lien (Inédit)
16. Quand on n'a que l'amour (Inédit)
17. The Show Must Go On

## Classements
| Pays                | Classement le plus élevé |
| ------------------- | ------------------------ |
| France (SNEP)       | 2                        |
| Belgique (Wallonie) | 3                        |
| Suisse              | 8                        |

## Certifications
| Pays          | Certification            | Ventes   |
| ------------- | ------------------------ | -------- |
| France (SNEP) | Double disque de platine | +200 000 |

## Postérité
- Rêves confirme la popularité de l’artiste après sa disparition, en se plaçant directement dans le haut des classements en France, Belgique et Suisse.
- L’album contribue également à accroître la visibilité de l’Association Grégory Lemarchal[2].